# Seoul 1945
Seoul 1945 (tiếng Hàn: 서울 1945) là một bộ phim dài tập năm 2006 với sự tham gia của Ryu Soo-young, Han Eun-jung, So Yoo-jin, Kim Ho-jin, và Park Sang-myun. Bộ phim được phát sóng trên kênh KBS1 từ tháng 7 đến tháng 10 năm 2006 vào thứ Bảy và Chủ Nhật lúc 21:30 gồm 71 tập.
Lấy bối cảnh năm 1945 ngay sau khi Hàn Quốc được giải phóng khỏi chế độ thực dân Nhật Bản, khi đó quốc gia này bị chìm ngập bởi các sự đấu tranh của những xung đột tư tưởng. Kịch bản xoay quanh sự cạnh tranh giữa Suk-kyoung (So), một nghệ sĩ piano nổi tiếng và con gái của một chính trị gia giàu có thân Nhật, và Hae- kyung (Han), một người có xuất thân từ người hầu; cả hai người phụ nữ đều yêu Woon hyuk (Ryu), có tham vọng trở thành một luật sư nhưng bị cản trở vì chính tư tưởng chính trị của anh ta.

## Tình tiết
Seoul 1945 diễn ra trong những thời kỳ hỗn loạn ở Hàn Quốc, kéo dài từ lúc bị quân đội Nhật chiếm đóng đến khi phân chia hai miền Bắc và Nam. Câu chuyện xoay quanh cuộc sống của bốn người trẻ lớn lên cùng nhau. Choi Woon-hyuk (Ryu Soo-young) là một đứa trẻ sinh ra trong một gia đình của những người thợ mỏ nghèo; Kim Hae-kyung (Han Eun-jung) là con gái của những người nông dân làm thuê; Lee Dong-woo (Kim Ho-jin) là người thừa kế một gia đình giàu có và quyền lực; và Moon Suk-kyung (So Yoo-jin) là con duy nhất của một chính trị gia quyền lực thân Nhật. Trong sự kết hợp của các lựa chọn cá nhân và hoàn cảnh nằm ngoài sự kiểm soát của bản thân họ, mỗi cá nhân đều lựa chọn vào những con đường khác nhau phản ánh bản chất hỗn loạn của thời đại cũng như tính cách thật sự của họ. Khi con đường của họ gặp nhau, tình yêu, tình bạn, lòng trung thành, báo thù, lương tâm đạo đức, và hệ tư tưởng trở thành những động lực cũng như cản trở trong cuộc sống của họ.

## Diễn viên

### Diễn viên chính
- Ryu Soo-young vai Choi Woon-hyuk
  - Kim Seok vai Woon-hyuk lúc nhỏ
- Han Eun-jung vai Kim Ke-hee / Kim Hae-kyung
  - Ko Joo-yeon vai Hae-kyung lúc nhỏ
- So Yoo-jin vai Moon Suk-kyung / Yukei
  - Park Eun-bin vai Suk-kyung lúc nhỏ
- Kim Ho-jin vai Lee Dong-woo
  - Kim Soo-min vai Dong-woo lúc nhỏ
- Park Sang-myun vai Park Chang-joo
  - Go Kyu-pil vai Chang-joo lúc nhỏ

### Diễn viên phụ
- Jang Hang-sun vai Kim Pan-chul, cha của Ke-hee
- Go Doo-shim vai Jung Hyang-geum, mẹ của Ke-hee
- Jo An vai Kim Ma-ri / Kim Yeon-kyung, em gái của Ke-hee
- Jung Han-yong vai Choi Eun-kwan, cha của Woon-hyuk
- Lee Deok-hee vai Jo Soon-yi, mẹ của Woon-hyuk
- Park Shin-hye vai Choi Geum-hee, chị của Woon-hyuk
- Yoon Hye-kyung vai Choi Eun-hee, em gái của Woon-hyuk
- Jin Ji-hee vai young Eun-hee
- Kim Yeong-cheol vai Baron Moon Jung-kwan, cha của Suk-kyung
- Lee Bo-hee vai Ame Kaori, người yêu của Baron Moon
- Hong Yo-seob vai Moon Dong-ki, chú của Suk-kyung
- Kim Kyung-sook vai Yoon Jung-ja
- Choi Jong-won vai Lee In-pyung, cha của Dong-woo
- Kim Se-ah vai Jo Young-eun, vợ của Dong-woo
- Son Jong-beom vai Park Sung-joo
- Lee Byung-wook vai Oh Chul-hyung
- Lee Gun vai Kim Ki-soo
- Han Min vai Choi Song-hee
- Kwon Sung-deok vai Syngman Rhee
- Yoon Seung-won vai Jung Bong-doo
- Lee Mi-young vai Ji Kye-ok
- Shin Hyun-tak vai Jung Dol-yi
- Kim Dong-hyun vai Chang Taek-sang
- Kim Hyo-won vai Park Heon-young
- Shin Goo vai Lyuh Woon-hyung
- Park Chul-ho vai Thủ tướng
- Song Yong-tae vai phó Thủ tướng
- Park Yong-jin vai Quan chức Triều Tiên
- Hyun Won vai Quan chức Triều Tiên
- Jang Dong-jik vai Lính Hàn Quốc

## Giải thưởng và đề cử
| Năm  | Giải thưởng                                | Hạng mục                         | Nhận giải                 | Kết quả   |
| ---- | ------------------------------------------ | -------------------------------- | ------------------------- | --------- |
| 2006 | Giải thưởng phim truyền hình đài KBS       | Diễn viên nam xuất sắc nhất      | Ryu Soo-young             | Đoạt giải |
| 2006 | Giải thưởng phim truyền hình đài KBS       | Diễn viên nam xuất sắc nhất      | Shin Goo                  | Đoạt giải |
| 2006 | Giải thưởng phim truyền hình đài KBS       | Diễn viên nữ xuất sắc nhất       | Han Eun-jung              | Đoạt giải |
| 2006 | Giải thưởng phim truyền hình đài KBS       | Diễn viên phụ xuất sắc nhất      | Park Sang-myun            | Đoạt giải |
| 2006 | Giải thưởng phim truyền hình đài KBS       | Diễn viên trẻ xuất sắc nhất      | Kim Seok                  | Đoạt giải |
| 2006 | Giải thưởng phim truyền hình đài KBS       | Diễn viên trẻ xuất sắc nhất      | Ko Joo-yeon               | Đề cử     |
| 2007 | Giải thưởng Nghệ thuật Beaksang lần thứ 43 | Phim hay nhất                    | Seoul 1945                | Đoạt giải |
| 2007 | Giải thưởng Nghệ thuật Beaksang lần thứ 43 | Diễn viên nam xuất sắc nhất (TV) | Ryu Soo-young             | Đề cử     |
| 2007 | Giải thưởng Nghệ thuật Beaksang lần thứ 43 | Đạo diễn xuất sắc nhất (TV)      | Yoon Chang-beom           | Đề cử     |
| 2007 | Giải thưởng Nghệ thuật Beaksang lần thứ 43 | Kịch bản hay nhất (TV)           | Lee Han-ho, Jung Sung-hee | Đề cử     |

## Tranh cãi
Tại một cuộc họp báo tổ chức vào tháng 6 năm 2006, 254 đảng viên bảo thủ, những người thuộc phe cánh hữu đã chỉ trích gay gắt nội dung của bộ phim Seoul 1945 vì nó đã xuyên tạc lịch sử của đất nước Hàn Quốc cũng như vị lãnh tụ Lý Thừa Vãn. Họ phàn nàn rằng bộ phim Seoul 1945 "đã biến ngài tổng thống Lý Thừa Vãn là một nhà độc tài thân Nhật, là một người ủng hộ việc phát xít Nhật tiếp tục cai trị bán đảo Triều Tiên". Trong khi đó, các nhân vật theo phe cánh tả lại bác bỏ lời chỉ trích trên và cho rằng nhân vật Lý Thừa Vãn trong phim không hề giống như những gì mà phe cánh hữu nói, họ cũng chỉ trích bộ phim này có dụng ý buộc tội ngài tổng thống Lý Thừa Vãn có dính líu đến vụ ám sát nhà lãnh đạo cánh tả hàng đầu Lyuh Woon-hyung. Hầu hết những chính trị gia, quan chức của cả hai phe đều yêu cầu cấm phát sóng bộ phim Seoul 1945 vĩnh viễn và đe doạ sẽ tẩy chay kênh truyền hình KBS nếu kênh này không hủy bỏ bộ phim.
Tháng 7 năm 2006, Rhee In-soo, con nuôi của Tổng thống đầu tiên của Hàn Quốc là Syngman Rhee, và Jang Byung-hye, con gái của cựu thủ tướng Jang Taek-sang, đã đệ đơn kiện nhà sản xuất Seoul 1945, tuyên bố rằng bộ phim bóp méo lịch sử và bôi nhọ những thành tựu của những người cha quá cố của họ.
Tháng 5 năm 2007, Tòa án Trung tâm Seoul đã bác bỏ đơn kiện, cho rằng bộ phim dựa trên hư cấu hơn là sự kiện lịch sử, KBS không chịu trách nhiệm bôi nhọ nhân vật. Trong phán quyết của tòa án, tòa án cho hay, "Một kịch bản như vậy là một phần của sự biểu hiện nghệ thuật, cần được tôn trọng trong việc sản xuất phim dài tập dựa trên tiểu thuyết chứ không phải là sự thật." Tòa án cũng cho biết vì có các tài liệu lịch sử ủng hộ ý tưởng cho rằng cựu Tổng thống Rhee là người ủng hộ Nhật Bản và người Mỹ gốc Phi, bộ phim đã không làm sai lệch thực tế.